# Krista Pärmäkoski
Krista Pärmäkoski (født 12. december 1990) er en finsk langrendsløber.
Pärmäkoski har i alt vundet fem olympiske medaljer, af sølv og bronze, ved legene i 2014 i Sotji, 2018 i Pyeongchang og senest i 2022 i Beijing.